# 五十嵐正明
五十嵐 正明（いがらし まさあき、1961年11月 - ）は、日本の実業家。SBI損害保険代表取締役社長。

## 人物・経歴
東京都出身。立教大学法学部卒業後の1984年、アリコジャパン（現メットライフ生命保険）入社、1990年アイエヌジー生命（現エヌエヌ生命保険）、1995年住友海上火災保険（現三井住友海上火災保険）、2000年あいおい損害保険（現あいおいニッセイ同和損害保険）を経て2007年ブロードマインド少額短期保険（現アスモ少短）を創業し代表取締役に就任。2011年日本少額短期保険協会専務理事就任、2016年日本少短（現SBI日本少短）代表取締役などを経て2019年12月SBI損害保険代表取締役就任。